# Superkrižarjenje
Superkrižarjenje (ang. Supercruise) je tehnologija pri reaktivnih letalih, ki omogoča nadzvočen let brez uporabe dodatnega zgorevanja. Veliko lovskih letal trenutno v uporabi lahko leti nadzvočno samo z uporabo dodatnega zgorevanja. Dodatno zgorevanje porabi zelo velike količine goriva, zato so lovska letala omejena le na kratke nadzvočne lete.
Superkrižarjenje ni omejeno samo na lovska letala, obstajajo tudi potniška letala s superkrižarjenjem, kot so Concorde in Tu-144, ter strateški bombnik Tu-160. Concorde je preživel več časa v superkrižarjenju kot vsa druga skupaj.
Lovci 5. generacije imajo po navadi možnost superkrižarjenja. Vendar je treba poudariti, da tudi, če letijo nadzvočno brez dodatnega zgorevanja, je poraba še vedno večja kot če bi leteli podzvočno.

## Letala z možnostjo superkrižarjenja
- English Electric Lightning (prvo letalo z možnostjo superkrižarjenja)
- Saab Draken
- Lockheed Blackbird (A-12, YF-12 in SR-71)
- Tupoljev Tu-144
- Tupoljev Tu-160
- Concorde[2]
- BAC TSR-2
- General Dynamics F-16XL
- Eurofighter Typhoon
- Dassault Rafale
- Gripen NG[3][4]
- Lockheed Martin F-22 Raptor
- Northrop YF-23
- Lockheed YF-22
- Suhoj Su-30MKI
- Suhoj Su-35
- Suhoj Su-35S
- Suhoj Su-35BM

Projektirana letala:
- Advanced Medium Combat Aircraft
- AIDC F-CK-1 Ching-kuo
- Zero Emission Hyper Sonic Transport
- SonicStar
- Suhoj/HAL FGFA
- Suhoj PAK-FA
- Čengdu J-20
- Šenjang J-16
- Šenjang J-31
- Mikojan LMFS